# Honnakaluve, Holalkere
Honnakaluve là một làng thuộc tehsil Holalkere, huyện Chitradurga, bang Karnataka, Ấn Độ.